# Verwaltungsgemeinschaft Neukirchen bei Sulzbach-Rosenberg
In der Verwaltungsgemeinschaft Neukirchen b.Sulzbach-Rosenberg im Oberpfälzer Landkreis Amberg-Sulzbach haben sich folgende Gemeinden zur Erledigung ihrer Verwaltungsgeschäfte zusammengeschlossen:
1. Etzelwang, 1412 Einwohner, 21,68 km²
2. Neukirchen b.Sulzbach-Rosenberg, 2507 Einwohner, 45,76 km²
3. Weigendorf, 1272 Einwohner, 12,58 km²

Sitz der Verwaltungsgemeinschaft ist Neukirchen b.Sulzbach-Rosenberg. Alle Teile zählen zur Metropolregion Nürnberg.
Der Schulverband Neukirchen-Etzelwang sowie die Wasserzweckverbände der Schmidtstadt-Gruppe und der Bachetsfeld-Gruppe werden durch die Verwaltungsgemeinschaft Neukirchen verwaltet.
Die Geschäftsstelle der Verwaltungsgemeinschaft hat ihren Sitz im Rathaus Neukirchen bei Sulzbach-Rosenberg.